# 龍應台
龍 應台（りょう おうたい、1952年2月13日 - 、女性）は、中華民国（台湾）のエッセイスト、文化評論家である。胡美麗というペンネームを使用することもある。
龍の辛辣で批判的なエッセイは台湾の民主化に貢献し、中国本土の主要新聞にコラムを持つ唯一の台湾人作家として、中国本土でも影響力のある作家となっている。著書は17冊ある。
作家としての活動のほか、台北市の初代文化局長（1999年 - 2003年）、中華民国の初代文化部長（2012年 - 2014年）を務めた。

## 若年期
父の龍槐生は中国国民党の憲兵で、1949年の国共内戦で国民党が敗れたときに、一家で台湾に居を移した。5人兄弟の第2子である。
国立台南女子高級中学を卒業後、国立成功大学で外国語と文学の学士号を取得し、カンザス州立大学で英米文学のPh.D.を取得した。

## 経歴
台湾に帰国後、『中国時報』紙で台湾の諸情勢をテーマにした論説コラムを執筆した。このエッセイは1985年に社会政治批判の本『野火集』として出版された。当時は台湾がまだ国民党の一党支配下にあり、「この島の民主化に影響を与えた」と評されている。1987年にドイツに移住した。これは、作品への反響の中に殺害の脅迫を含むものがあったためである。龍のエッセイを翻訳したものが、『フランクフルター・アルゲマイネ・ツァイトゥング』などのヨーロッパの新聞に掲載された。龍の作品は、1990年代初頭から中国本土の新聞に掲載されるようになった。龍の著書には、『孩子你慢慢來』（1994年）、『銀色仙人掌：龍應台小說集』（2003年）、『百年思索』（1999年）、および、2006年の雑誌『氷点週刊』の一時停刊についての胡錦濤への公開書簡である『請用文明來說服我』（2006年）などがある。1994年には、「幸好我不是新加坡人」（幸い私はシンガポール人ではない）という記事で、シンガポールのリー・クアンユーとその政府による個人の自由に対する制限を批判した。
1999年9月に台湾に帰国し、台北市の初代文化局長に就任した。4年間の任期中に台北市の芸術の知名度を高める政策を行った。2003年3月に辞職し、執筆活動に復帰したが、このとき「役人という仕事は息苦しい。ほとんど息ができなかった」と述べている。

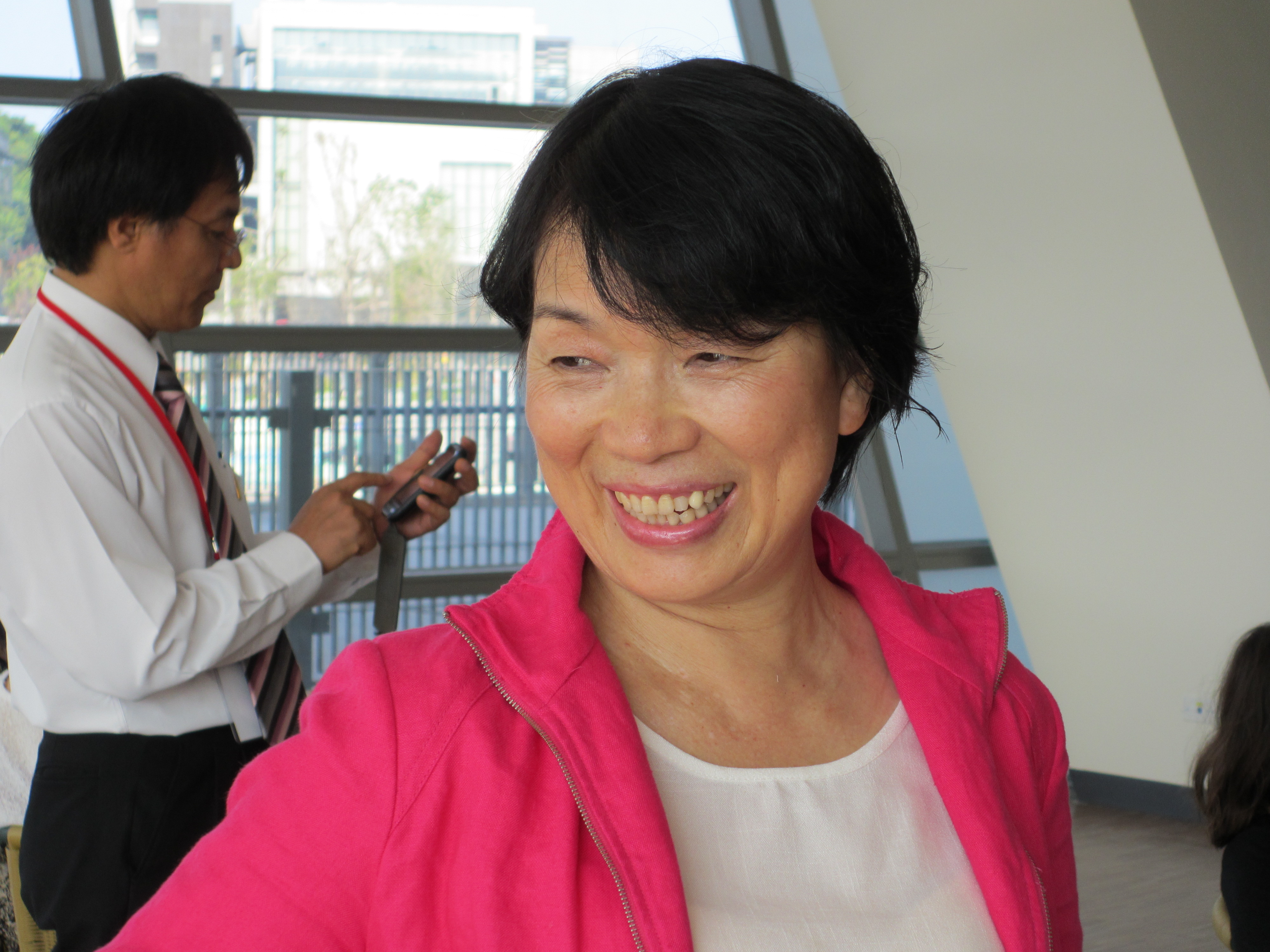
2012年7月11日、中山堂での自由中国号帰国式典に参列中の龍應台。

2004年から2006年まで香港大学新聞・メディア研究センターの客員教授を務めた。2005年7月には、文学・芸術活動や学術的な講義を後援するためのプラットフォームとして「龍應台文化基金会」を設立した。2007年には、監察院の監察委員の職が提示されたが辞退した。2008年に香港大学の孔梁巧玲傑出人文学者、台湾の国立清華大学の主任教授に就任した。
2009年には、国立成功大学から李国鼎賞を受賞した。
2008年には『目送』が出版され、アジア全域で人気を博した。この本は、龍が遭遇した困難や障害、特に家族との関係を描いた74の散文作品を集めたものである。
2009年の著書『大江大海一九四九』は、国共内戦と中国国民党の台湾撤退を描いたものである。台湾では10万部以上、香港では1万部以上売れたが、この本の発売後、中国本土で龍の作品に関する議論は禁止された。

## 文化部長として
2012年5月に行政院に文化部が設立され、その初代部長（大臣）に就任した。
龍は2012年5月21日に文化部長に就任し、政治的な影響を受けないようにしたいとの意向を表明した。2年7か月の在任期間中、読書、テレビ文化、両岸交流などに取り組んだ。2014年12月1日に龍は文化部長の職を辞任した。母の高齢化が主な理由だったが、政治やメディアからの敵対心も原因に挙げていた。

## 私生活
1980年代後半に移住したドイツでドイツ人男性と結婚し、2人の息子をもうけた。この期間には龍はインタイ・ヴァルター(Ying-tai Walther)とも呼ばれていた。その後離婚した。龍の著書『親愛的安德烈』(Dear Andreas)は、龍と長男との間の手紙や電子メールを集めたものである。